# Lovendegem
Lovendegem (uitspraak: loovendəgem) is een plaats in de Belgische provincie Oost-Vlaanderen en een deelgemeente van Lievegem.
Lovendegem ligt in de regio Meetjesland.
Lovendegem was ook de naam van een voormalige gemeente die tot eind 2018 bestaan heeft en vanaf 1977 ook het nabijgelegen Vinderhoute omvatte. De voormalige gemeente had een totale oppervlakte van 19,48 km² en telde ruim 11.000 inwoners, die Lovendegemnaars worden genoemd.
De bestuursmeerderheid in Lovendegem rondde in september 2017 gesprekken af met de gemeenten Zomergem en Waarschoot om samen over te gaan tot een vrijwillige fusie. De fusiegemeente Lievegem is op 1 januari 2019 ontstaan en telt circa 26.000 inwoners.

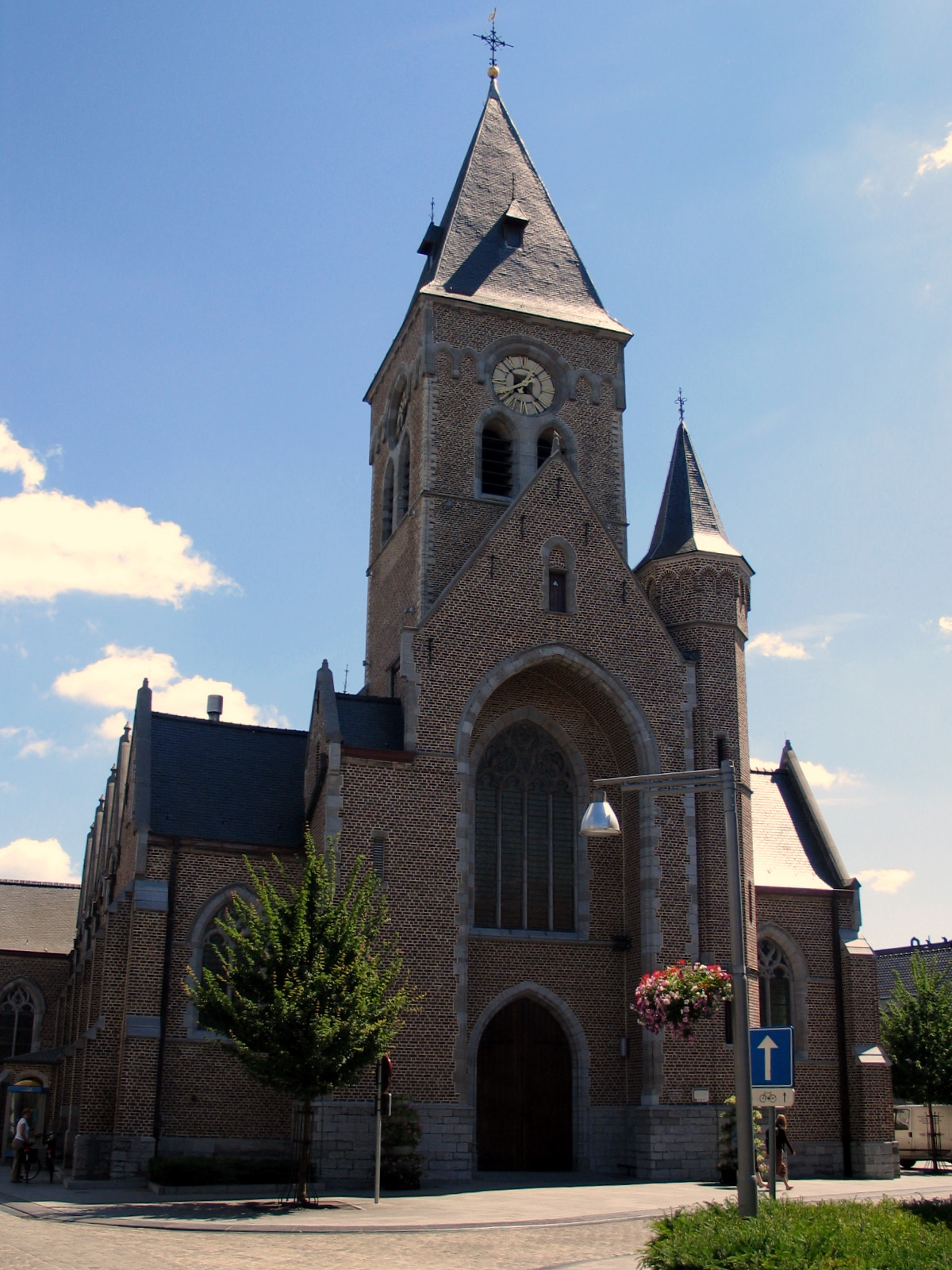
De Sint-Martinuskerk van Lovendegem.
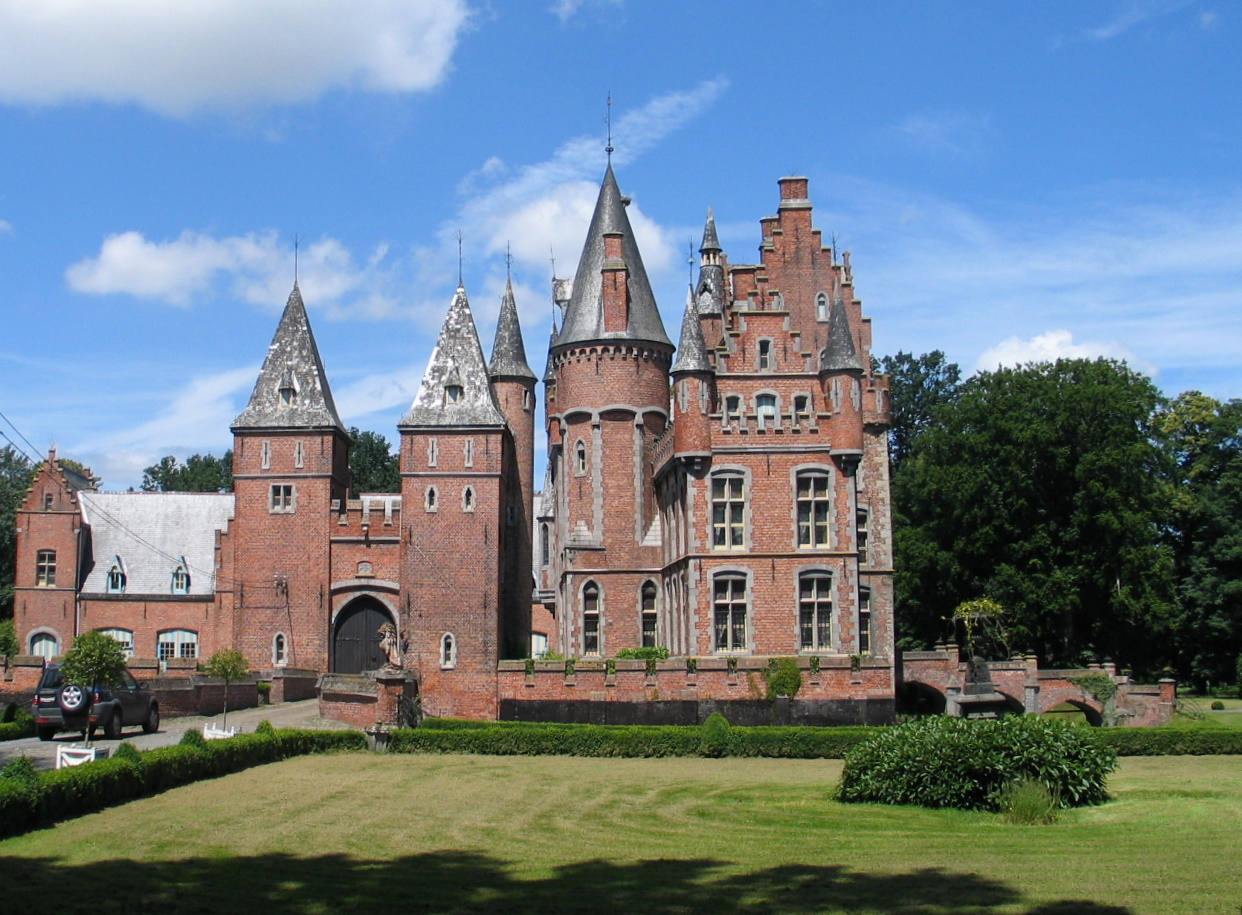
Het kasteel van Lovendegem.
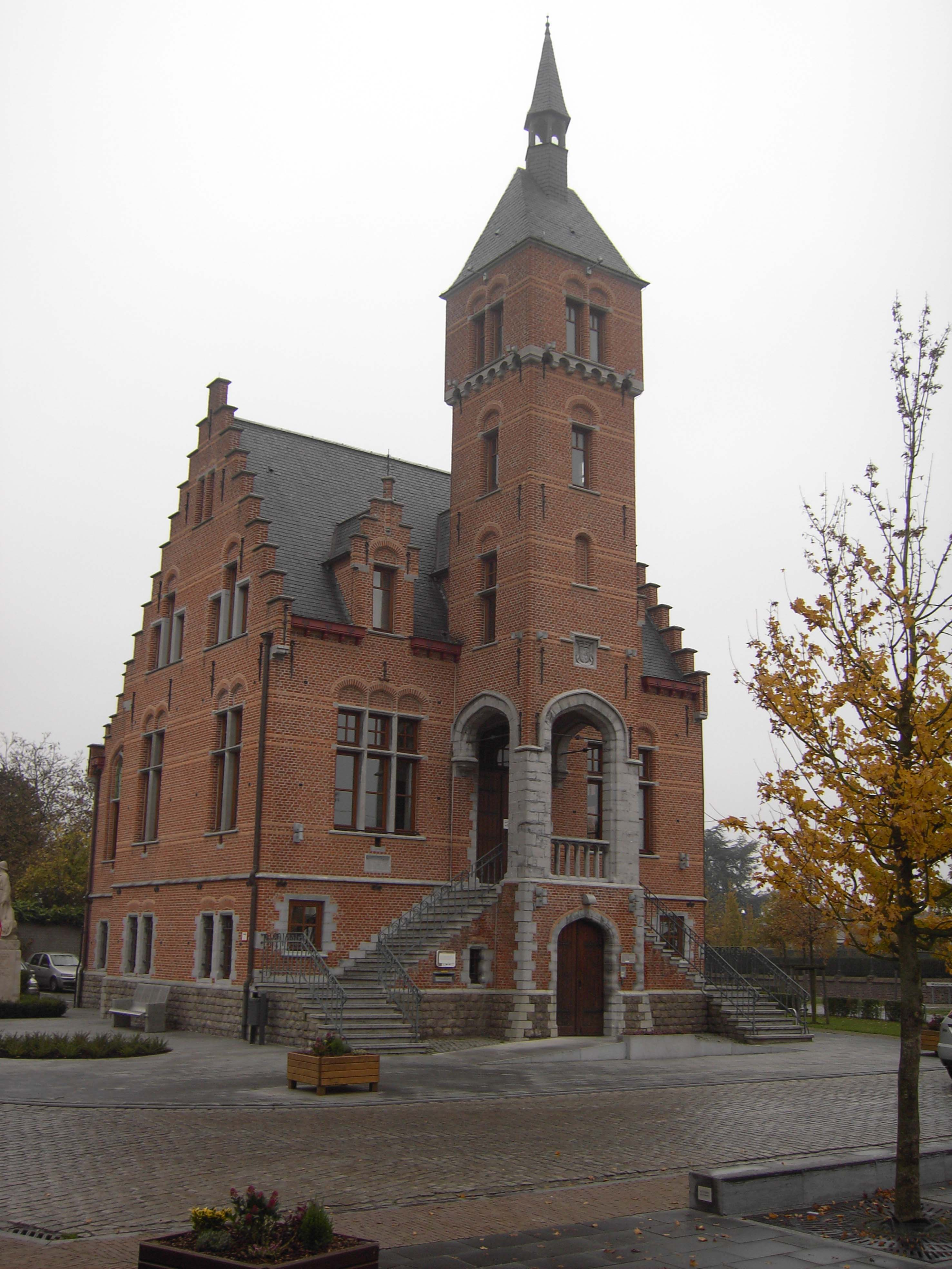
Het gemeentehuis van Lovendegem.
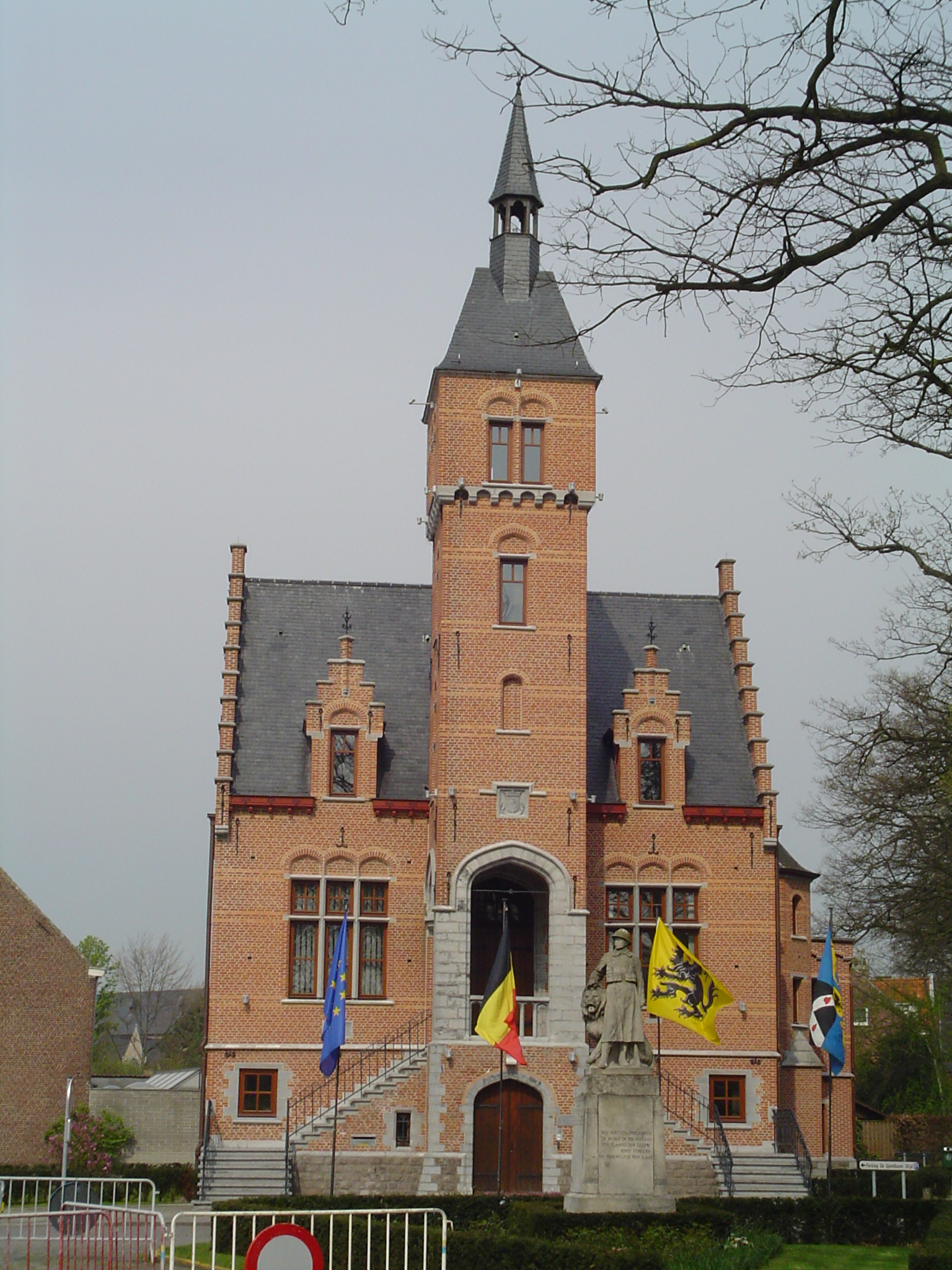
Gemeentehuis van Lovendegem, voor de renovatie van de kasteeldreef. Het monument van de gesneuvelden staat niet meer voor het gemeentehuis.

## Etymologie
Het eerste deel van de naam (lovende) is een verbastering van de familienaam 'Lubantos', die zich later 'Luvand' ging noemen. Het tweede deel (gem) betekent heem of woning. Lovendegem betekent dus vestiging of vaste verblijfplaats van een zekere Luvand. De naam kwam in de 12e eeuw al voor in in de vorm van Lovendeghem.

## Geschiedenis
Het dorp werd in 1452 verwoest door Filips de Goede, voortvloeiend uit de Gentse Opstand.
De heerlijkheid Lovendegem was van ongeveer 1200 lange tijd bezit van de familie Van Nevele. In 1461 werd het verkocht aan Jan Coustin welke in 1464 vanwege samenzwering tegen Karel de Stoute onthoofd werd. Daarop kwam het goed aan ene Boudewijn die bastaardzoon was van Karel. Vervolgens kwam de heerlijkheid aan Jacob van Bourgondië en Gaspard Douchy welke de heerlijkheid verruilde voor die van Kruibeke met Keizer Karel V, in 1578-1656 kwam het aan de familie Triest en daarna aan de familie De Mol. In 1700 aan Gillys Dons die ook heer van Scheldewindeke was. In 1716 werd Lovendegem tot baronie verheven.
Kleinere heerlijkheden op het grondgebied van Lovendegem waren Ten Broecke, Nieuwenhove Ter Straeten en Ten Walle.

## Deelgemeenten
De voormalige gemeente Lovendegem had twee kernen, verspreid over evenveel deelgemeenten, Lovendegem-centrum en Vinderhoute. De kernen worden van elkaar gescheiden door het kanaal Gent-Brugge. Verder zijn er in de voormalige gemeente weinig gehuchten van enige grootte te bespeuren, zoals Eeksken en Meienbroek. In de deelgemeente Lovendegem waren oorspronkelijk wel een paar wijken die vrij los van Lovendegem zelf stonden, zoals Lo en de recentere Bloemenwijk. Deze wijken zijn nog steeds in beperkte mate gescheiden van de rest van Lovendegem door respectievelijk het kanaal Gent-Brugge en de N9.
De voormalige gemeente Lovendegem grensde aan volgende deelgemeenten:
- a. Sleidinge (Evergem)
- b. Evergem
- c. Mariakerke (Gent)
- d. Drongen (Gent)
- e. Merendree (Nevele)
- f. Zomergem
- g. Waarschoot

### Gegevens van de toenmalige deelgemeenten
|   | Naam        | Opp. (km²) | Inwoners (2020) | Inwoners per km² | NIS-code |
| - | ----------- | ---------- | --------------- | ---------------- | -------- |
| 1 | Lovendegem  | 15,87      | 8.430           | 531              | 44036A   |
| 2 | Vinderhoute | 3,67       | 1.202           | 327              | 44036B   |

## Bezienswaardigheden
- De Sint-Martinuskerk
- Het Klooster van de Zusters der Liefde
- Het Kasteel van Lovendegem
- Het Kasteel Ter Laar
- Het Kasteeldomein Diepenbroeck
- Het Kasteel Oude Wal
- Het Kasteeldomein Appensvoorde
- Het Landhuis De Rode Poort

## Natuur en landschap
Lovendegem ligt in Zandig Vlaanderen, op een hoogte van 6 tot 7 meter. Oorspronkelijk stroomde hier de Durme in oostelijke richting. Later werd deze vergraven tot het Kanaal Gent-Brugge dat zich ten zuiden van de plaats bevindt. In het westen ligt het Schipdonkkanaal, dat het Kanaal Gent-Brugge kruist ten westen van  de kom. Hier vindt men ook een sluis. In het noorden en het oosten loopt de Lieve, die daar uitmondt in het Kanaal Gent-Brugge.

## Evenementen
Het Boombalfestival wordt elk jaar eind augustus gehouden aan de rand van Lovendegem.

## Demografie

### Demografische ontwikkeling voor de fusie
- Bronnen:NIS, Opm:1831 t/m 1970=volkstellingen; 1976=inwonertal op 31 december

### Demografische ontwikkeling van de fusiegemeente
Alle historische gegevens hebben betrekking op de voormalige gemeente, inclusief deelgemeenten, zoals ontstaan na de fusie van 1 januari 1977 en tot 31 december 2018
- Bronnen:NIS, Opm:1831 tot en met 1981=volkstellingen; 1990 en later= inwonertal op 1 januari

## Politiek

### Burgemeesters
- 1977-1994: Theo Van Speybroeck
- 1995-2018: Chris De Wispelaere

#### Resultaten gemeenteraadsverkiezingen van 1976 tot en met 2012[3]
| Partij                                    | 10-10-1976 | 10-10-1976 | 10-10-1982 | 10-10-1982 | 9-10-1988 | 9-10-1988 | 9-10-1994 | 9-10-1994 | 8-10-2000 | 8-10-2000 | 8-10-2006 | 8-10-2006 | 14-10-2012 | 14-10-2012 |
| Stemmen / Zetels                          | %          | 17         | %          | 19         | %         | 19        | %         | 19        | %         | 21        | %         | 21        | %          | 21         |
| ----------------------------------------- | ---------- | ---------- | ---------- | ---------- | --------- | --------- | --------- | --------- | --------- | --------- | --------- | --------- | ---------- | ---------- |
| CVP1/ CD&V+N-VAA/ CD&V2                   | 63,371     | 12         | 47,761     | 10         | 53,911    | 14        | 45,541    | 10        | 44,441    | 11        | 42,88A    | 12        | 38,62      | 9          |
| Gemeentebelangen1/ VU2/ CD&V+N-VAA/ N-VA3 | -          |            | 27,111     | 5          | 9,482     | 1         | -         |           | -         |           | 42,88A    | 12        | 23,243     | 5          |
| PVV1/ VLD2/ Open Vld3                     | -          |            | 12,081     | 2          | 14,051    | 2         | 27,332    | 6         | 31,422    | 8         | 24,972    | 6         | 15,883     | 3          |
| SP1/ sp.a-spirit2/ Groen-sp.aB            | 7,171      | 0          | 13,041     | 2          | 9,511     | 1         | 9,21      | 1         | 8,781     | 1         | 8,972     | 1         | 14,38B     | 3          |
| Agalev1/ Groen!2/ Groen-sp.aB             | -          |            | -          |            | 3,561     | 0         | -         |           | -         |           | 5,72      | 0         | 14,38B     | 3          |
| Vlaams Blok1/Vlaams Belang2               | -          |            | -          |            | -         |           | -         |           | 9,841     | 1         | 12,882    | 2         | 7,92       | 1          |
| VVL                                       | 29,46      | 5          | -          |            | -         |           | -         |           | -         |           | -         |           | -          |            |
| NIEUW                                     | -          |            | -          |            | 9,49      | 1         | -         |           | -         |           | -         |           | -          |            |
| GV                                        | -          |            | -          |            | -         |           | 3,05      | 0         | -         |           | -         |           | -          |            |
| Lov.TW.                                   | -          |            | -          |            | -         |           | 14,88     | 2         | -         |           | -         |           | -          |            |
| A.B.C.                                    | -          |            | -          |            | -         |           | -         |           | 5,53      | 0         | 4,6       | 0         | -          |            |
| Totaal stemmen                            | 4842       | 4842       | 5915       | 5915       | 6431      | 6431      | 6745      | 6745      | 6957      | 6957      | 7104      | 7104      | 7162       | 7162       |
| Opkomst %                                 |            |            |            |            | 96,52     | 96,52     | 94,8      | 94,8      | 94,65     | 94,65     | 95,47     | 95,47     | 94,55      | 94,55      |
| Blanco en ongeldig %                      | 2,42       | 2,42       | 3,04       | 3,04       | 3,03      | 3,03      | 3,83      | 3,83      | 2,96      | 2,96      | 3,36      | 3,36      | 2,12       | 2,12       |

(*) De zetelverdeling voor dit jaar ontbreekt of is onvolledig op de verkiezingsdatabase.
De zetels van de gevormde coalitie staan vetgedrukt. De grootste partij is in kleur.
Zie voor de gemeenteraadsverkiezingen van 2018 en later op de fusiegemeente Lievegem.

## Nabijgelegen kernen
Zomergem, Beke, Merendree, Vinderhoute, Belzele